# Роснефт
„Роснефт“ (на руски: Роснефть) е енергийна компания със седалище в Москва
Основана е през 1993 г. като държавна с активи на компанията „Роснефтегаз“, наследила Министерството на нефтената и газовата промишленост на Съветския съюз.
Занимава се с добив и преработка на нефт и природен газ, произвежда нефтопродукти и нефтохимически продукти.